# Eduardo Schiaffino (pintor)
Eduardo Schiaffino (1858-1935) fue un pintor, crítico e historiador argentino. Integrante de la generación del 80, fundó el Museo Nacional de Bellas Artes de la Argentina e impulsó el desarrollo de las artes plásticas en ese país.

## Biografía

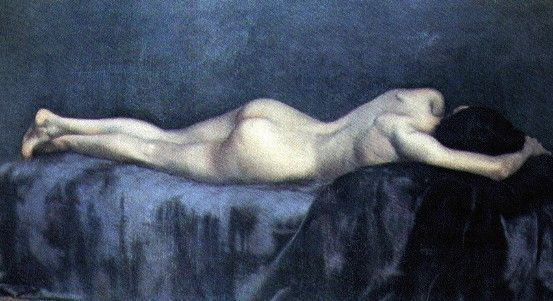
"El reposo" (1889) de Eduardo Schiaffino, exhibida en el Museo Nacional de Bellas Artes.

A los dieciocho años fundó la Sociedad Estímulo de Bellas Artes, nombre inicial de la Academia Nacional de Bellas Artes. En 1884 viajó a Europa desempeñándose como corresponsal de El Diario, publicando varios artículos sobre temas artísticos con el seudónimo de «Zig Zag». Realizó varias críticas en este diario con respecto a la situación del circuito de las artes visuales porteñas, con una marcada línea de pensamiento positivista influida sobre todo por el filósofo Hippolyte Taine. 
En 1891 fue uno de los fundadores de El Ateneo de Buenos Aires, centro que reuniría un importante grupo renovador de la cultura hispanoamericana, con la participación de destacadas figuras como el nicaragüense Rubén Darío, Leopoldo Lugones y él mismo. En 1895 logró finalmente que el gobierno creara el Museo Nacional de Bellas Artes, proyecto por el que bregó largamente y del cual fue su primer director, desempeñándose hasta el 19 de septiembre de 1910,cuando es exonerado de su cargo. Como artista plástico siguió las corrientes simbolistas de fin de siglo XIX, despertando en general críticas y polémicas, aún pendientes en la actualidad.
Desde esa fecha desempeñó varios cargos diplomáticos en Europa. En 1933 volvió a radicarse en Buenos Aires y publicó su libro más importante, La pintura y la escultura en la Argentina.
Eduardo Schiaffino (1858-1935) no sólo fue un gran pintor, fue también, y sobre todo, el responsable de la institucionalización del arte argentino, en la última década del siglo XIX y la siguiente: pone en marcha su historia (1883); establece en el país la crítica y la teoría estéticas (1891); organiza los salones anuales de pintura y escultura del Ateneo (1893-96), primeras muestras sistemáticas y profesionales del arte argentino; funda y dirige el Museo Nacional de Bellas Artes (1895), incitando a la apertura de galerías particulares, entonces inexistentes; ordena las becas de estudios en Europa (1898); lleva al exterior la pintura y la escultura del país (Louisiana Purchase International Exhibition, San Luis, 1904), y trae aquí el arte del exterior (estatua de Sarmiento por Rodin, 1900).

### El arte en Buenos Aires
Oriundo de Buenos Aires, estudia aquí con el veneciano Giuseppe Agujari (1840-85) y viaja a Europa, con un subsidio oficial, en 1884. Antes, en 1876 (tiene entonces dieciocho años), se ha contado entre los fundadores de la Sociedad Estímulo de Bellas Artes, institución a la que debe el país el nacimiento de su vida estética (Academia Libre, galería pública de óleos y esculturas, biblioteca especializada, primera y efímera revista latinoamericana de la materia: El Arte en el Plata ). Más tarde, en 1883, difunde, en El Diario de Manuel Láinez, sus "Apuntes del arte en Buenos Aires", esbozo histórico que ampliará en 1896, pero aún más en 1910, con "La evolución del gusto artístico en Buenos Aires" (La Nación, número extraordinario del 25 de mayo, páginas 187-203), y, en 1933, en su obra monumental La pintura y la escultura en la Argentina, tomo I.
De 1884 a 1885 estudia unos meses en Venecia, y, salvo un interludio argentino, desde 1885 hasta 1891 lo hace en París, con Rapha‘l Collin y Pierre Puvis de Chavannes, el delicado simbolista a que citarán Cézanne y van Gogh, Seurat y Gauguin, Bonnard y Vuillard, Hodler y Picasso.
Cuando retorna a Buenos Aires, ya están de vuelta de su canónica romería a Florencia, Venecia, Roma, Turín - y en muy contados casos París- los pintores Ángel della Valle -que ha encabezado la lista de peregrinos contemporáneos, en 1867-, Reinaldo Giudici, Augusto Ballerini, Eduardo Sívori, Graciano Mendilaharzu y Emilio Caraffa -el único que llega desde Madrid-, y los escultores Lucio Correa Morales, Francisco Cafferata y Américo Bonetti. Poco después los seguirán Ernesto de la Cárcova (1893) y Pío Collivadino (1896), procedentes de Italia; en cambio, Severo Rodríguez Etchart ha regresado a París hacia 1890, por segunda vez.

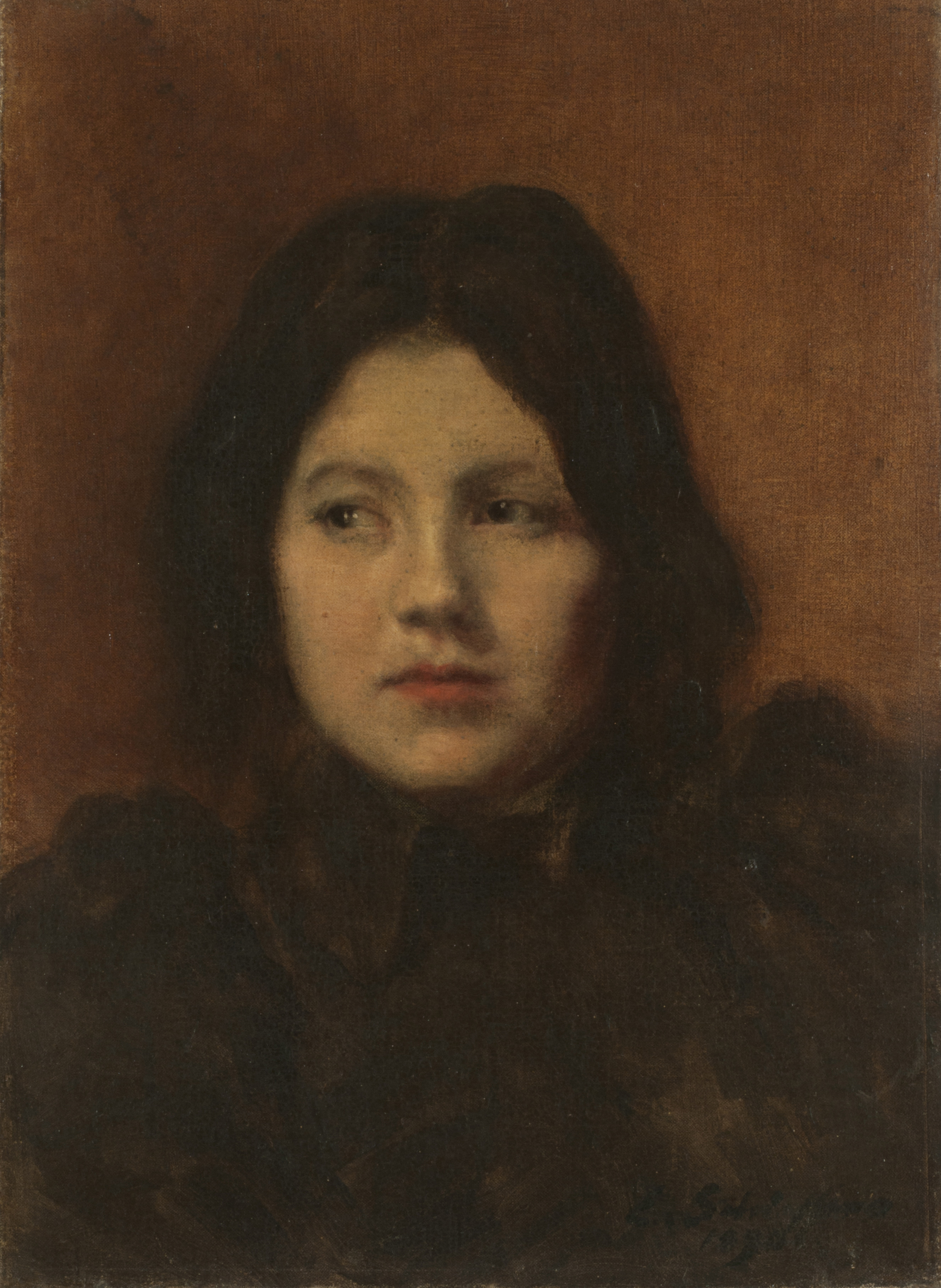
Margot, Eduardo Schiaffino

Es ésta la generación inaugural de nuestro arte, en términos de edades (el mayor es Sívori, de 1847, y el menor, Collivadino, de 1869), intereses y objetivos comunes. Pero toca a Schiaffino, que se convierte en abanderado de sus doce apóstoles-colegas, hacerles tomar conciencia, y hacérsela tomar al medio cultural, de la presencia fundante y, a la vez, afianzadora de lo que él bautiza, con acierto, Escuela Argentina.
Así, a las columnas de La Nación añade, desde 1892, el recinto del Ateneo de Buenos Aires -a cuya creación ha aportado-, y transforma este centro de poetas, escritores y dramaturgos en un foco de arte. En 1895, cuando el presidente José Evaristo Uriburu y su ministro de Justicia e Instrucción Pública, Antonio Bermejo, deciden establecer el Museo Nacional de Bellas Artes y piden al Ateneo una terna para escoger al director, el Ateneo indica un solo nombre, el de Schiaffino.
Quince años después, con exiguos recursos, el Museo ha aumentado más de veinte veces su patrimonio (de 159 a 3745 obras), y más de cinco su espacio (de cuatro a veintidós salas). Sin embargo, la Comisión Nacional de Bellas Artes, de la que depende el Museo desde 1907, libra una guerra mezquina y artera contra el director para ganar poder sin autoridad, y obtiene su exoneración, el 19 de septiembre de 1910, gracias a la torpeza de un ministro que ni siquiera tuvo en cuenta que estaría de vuelta en su casa, por cambio de gobierno, tres semanas más tarde.
Es ese gobierno el que repara a Schiaffino al incorporarlo al Servicio Exterior: desde 1911 hasta 1934, cuando se retira, es cónsul en Dresde, Liorna, Corumbá, Sevilla, Madrid, Turín, Pau y Atenas. En Madrid, edita Relaciones literarias hispano-americanas (1923), y en París, Recodos en el sendero (1926, que incluye el libro anterior), Urbanización de Buenos Aires (1927), y La pintura y la escultura en Argentina. 1783-1894 (1933), en el que ignora, como en su ensayo de 1910, a Cándido López, una omisión imperdonable. Schiaffino murió en Buenos Aires el 1º de mayo de 1935, a los setenta y siete años.
Una década más tarde, en 1944, se daba su nombre a una calle cercana al Museo. Pero no hubo más noticias del Tomo II de su pionera historia, anunciada en 1933, ni, durante largo tiempo, reediciones del Tomo I, de Recodos y de Urbanización . Y no las hay todavía, salvo del ensayo de 1910 (que apareció en 1982) y, ahora, de Recodos en el sendero . Su Archivo sigue inédito, y falta una antología, siquiera, de sus artículos de El Diario, Sud-América , El Tiempo y La Nación , así como un estudio de su obra de pintor (escasa y notable), historiógrafo, crítico y teórico, museólogo, urbanista, animador cultural.
Y escritor, porque fue un excelente escritor, tanto en lo estético como en lo literario y lo periodístico, según se advierte en Recodos , donde luce por entero. El crítico y el teórico de arte es el minucioso autor de "El Sarmiento de Rodin" y "El bronce del escándalo", "Charles H. Pellegrini", y "La vera efigie" (Monvoisin), pero también el de "El abrojo y los laureles" y "El águila y la paloma", en que discurre con saber y humor acerca del escudo nacional y el de Buenos Aires.
El humor sostiene al agudo memorialista ("Belleza profesional", el texto más acabado) y al imaginativo literato de "La opinión de Arvine Borovotov", una crónica de fantaciencia; "Entierro de Carnaval" y "La ofrenda", con su aire a Villiers de L´Isle Adam; "La sirena", un diario de viaje, y aun el preborgiano "Caín", que une el comentario de costumbres a la reflexión religiosa. Pero el humor llega también a la sátira: "Definiciones criollas" es, en tal sentido, insuperable.
Sin embargo, lo más sorprendente del escritor Schiaffino es -por la época y por la entidad de los juicios- su faceta de pensador cultural, explayada en "El boicot al libro americano" (que recoge su libro de 1923), "Un neologismo desgraciado", "La leyenda del purismo" y "Lengua castellana y raza latina". Aquí, a la altiva defensa de la literatura argentina y, por extensión, de la iberoamericana frente a una España que se niega a conocerla, hasta por la pluma de Unamuno, se añade un lúcido alegato acerca de la vivificación experimentada en nuestras tierras por un idioma que, en su país de origen, es una lengua muerta.